# Ничке-Суу (Кара-Кульджинский район)
Ничке-Суу (кирг. Ничке-Суу) — село в Кара-Кульджинском районе Ошской области Кыргызстана. Входит в состав Капчыгайского айылного аймака.

## География
Село расположено в северо-восточной части области, на правом берегу реки Тар, на расстоянии приблизительно 18 километров (по прямой) к юго-востоку от села Кара-Кульджа, административного центра района. Абсолютная высота — 1610 метров над уровнем моря.

## Население
Согласно оценочным данным Национального статистического комитета Кыргызской Республики, численность населения села на начало 2023 года составляла 305 человек.
| год     | 2009 | 2014 | 2015 | 2020 | 2021 | 2023 |
| ------- | ---- | ---- | ---- | ---- | ---- | ---- |
| человек | 196  | 265  | 269  | 284  | 302  | 305  |